# هالبروک ان. تاد
هالبروک اِن. تاد (انگلیسی: Holbrook N. Todd؛ ۱۰ فوریه ۱۹۰۶ – ۷ اوت ۱۹۷۲) تدوین‌گر اهل ایالات متحده آمریکا بود.
از فیلم‌هایی که وی در آن‌ها نقش داشته‌است، می‌توان به دلبر افسونگر جنگل اشاره نمود.